# Оливия де Хавиланд
Оливия де Хавиланд (на английски: Olivia de Havilland, звуков файл и буквени символи за произношение) е френско-американска актриса от британски произход, двукратна носителка на наградата „Оскар“.

## Биография
От 1950-те години живее в Париж и много рядко се появява на публични места след оттеглянето си от актьорството през 1988 г.
Нейната по-малка сестра Джоан Фонтейн също е носителка на „Оскар“. Поради голямата конкуренция между двете сестри те не си говорят от 1975 година.
Оливия е най-дълго живялата актриса, снимала се в главна роля в американския класически филм „Отнесени от вихъра“ (1939), а именно в ролята на Мелани Хамилтън. През 2006 г. празнува 90-годишнината си. След смъртта на Луис Рейнър през 2014 г. де Хавиланд стана най-възрастната носителка на „Оскар“.
През 2010 г. президентът на Франция Никола Саркози я награждава с ордена на Почетния легион.
Оливия става столетница на 1 юли 2016 г.

## Избрана филмография
| Година | Филм                       | Оригинално заглавие          | Роля                         | Режисьор                      |
| ------ | -------------------------- | ---------------------------- | ---------------------------- | ----------------------------- |
| 1935   | Сън в лятна нощ            | A Midsummer Night's Dream    | Хермия                       | Макс Рейнхарт, Уилям Дийтърли |
| 1938   | Приключенията на Робин Худ | The Adventures of Robin Hood | Госпожица Мариан             | Майкъл Къртис                 |
| 1939   | Отнесени от вихъра         | Gone with the Wind           | Мелани Хамилтън              | Виктор Флеминг                |
| 1949   | Наследницата               | The Heiress                  | Катрин Слоупър, наследницата | Уилям Уайлър                  |
| 1959   | Клевета                    | Libel                        | Лейди Маргарет Лодън         | Антъни Ескюит                 |